# Quas Primas
Quas Primas – encyklika promulgowana przez Piusa XI 11 grudnia 1925, ustanawiająca Święto Chrystusa Króla. W encyklice tej papież odnosi się do teologicznej koncepcji Chrystusa Króla, podkreślając, że jego panowanie obejmuje cały rodzaj ludzki.